# Feli Nandi
Feli Nandi, pseudonimo di Felistus Chipendo (Harare, ...), è una cantante zimbabwese.

## Biografia
Feli Nandi è stata candidata per la prima volta ai Zimbabwe Music Awards nell'edizione del 2023, occasione in cui si è portata a casa due riconoscimenti su quattro. In precedenza, ha pubblicato gli album in studio Feli Nandi (2021) e Izwi (2022).

## Discografia

### Album in studio
- 2021 – Feli Nandi
- 2022 – Izwi

### Singoli
- 2021 – Unotyei
- 2021 – Ipapo
- 2022 – Ndoona iwe
- 2023 – Nguva
- 2023 – Mubayei (feat. The Unveiled)
- 2023 – Kukutadzirai
- 2023 – Ndobatirira
- 2024 – Muti watemwa